# Lugarno
Lugarno – geograficzna nazwa dzielnicy (przedmieścia), położona na terenie samorządu lokalnego City of Hurstville, wchodzącego w skład aglomeracji Sydney, w stanie Nowa Południowa Walia, w Australii.